# Dâmbovița (řeka)
Dâmbovița (rumunsky Râul Dâmbovița, česky Dambovice) je řeka v Rumunsku (župy Argeș, Dâmbovița, Ilfov, Călărași a hlavní město Bukurešť). Dlouhá je 286 km.

## Průběh toku
Pramení v horském hřbetu Fagaraš (rum. Făgăraș). Na dolním toku teče Dolnodunajskou rovinou. Ústí zleva do řeky Argeș (povodí Dunaje).

## Vodní režim
K nejvyšším vodním stavům dochází na jaře, zatímco v létě je vody v řece méně.

## Využití
Využívá se k zisku vodní energie. Protéká městy Rucăr a Bukurešť.